# فرودگاه بین‌المللی اودسا
فرودگاه بین‌المللی اودسا (به انگلیسی: Odessa International Airport) یک فرودگاه نظامی و همگانی با کد یاتا ODS است که یک باند فرود چمن دارد و طول باند آن ۵۵۳ متر است. این فرودگاه در شهر اودسا و در کشور اوکراین قرار دارد و در ارتفاع ۵۲ متری از سطح دریا واقع شده‌است.

## شرکت‌های هواپیمایی و مقصدهای پروازی

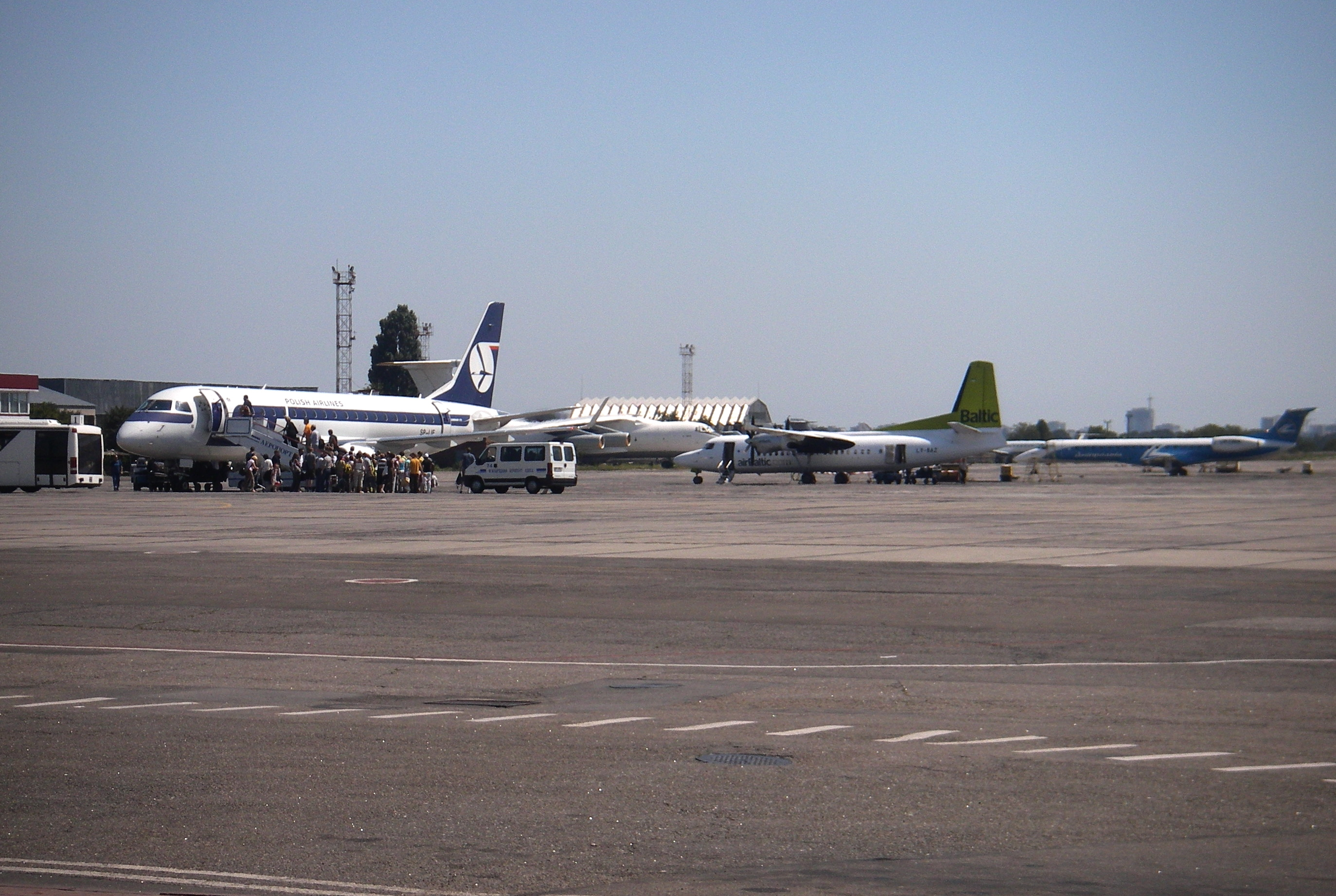
Apron overview

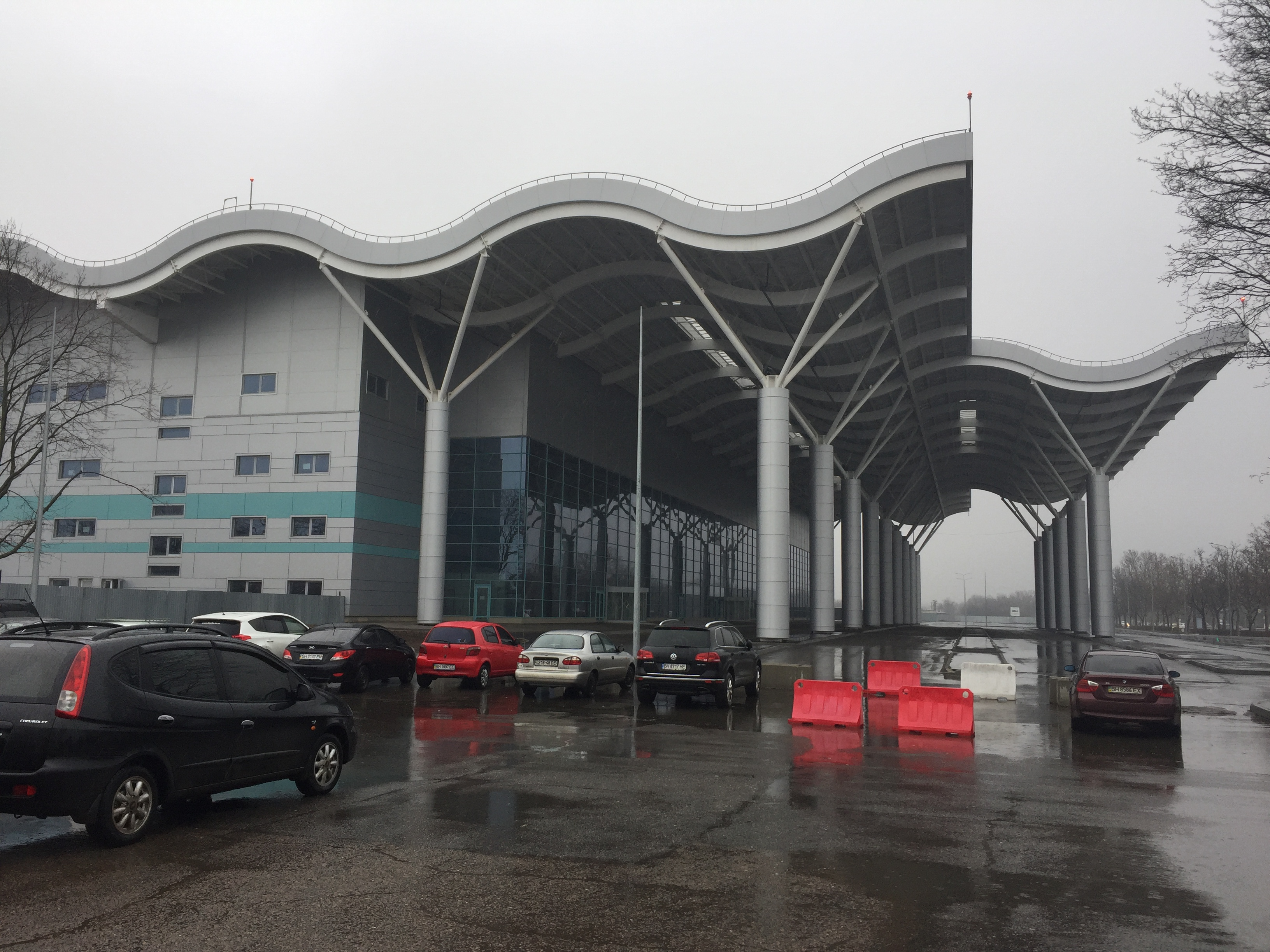
New terminal in February 2017. Expected to be opened for full operation in summer 2017.

| شرکت‌های هواپیمایی                            | مقصدهای پروازی |
| -------------------------------------------- | --- |
| ایربالتیک                                    | ریگا |
| آسترین ایرلاینز                              | وین |
| Azur Air Ukraine                             | چارتر فصلی: آنتالیا، شرم‌الشیخ |
| بلاویا                                       | مینسک |
| براوو ایرویز                                 | چارتر فصلی: دالامان، شرم‌الشیخ |
| چک ایرلاینز                                  | پراگ رازیون |
| DART Ukrainian Airlines                      | چارتر فصلی: تیوات |
| الین‌ایر                                      | فصلی: سالونیک |
| فلای‌دبی                                      | دوبی |
| لوت پولیش ایرلاینز                           | شوپن ورشو |
| موتور سیچ ایرلاینز                           | کیف ژولیانی |
| نوردیکا اجرا توسط لوت پولیش ایرلاینز         | فصلی: لنارت مری تالین |
| انور ایر                                     | آتاترک |
| پگاسوس ایرلاینز                              | اسن‌بوغا |
| سان دور اینترنشنال ایرلاینز اجرا توسط ال عال | بن گوریون |
| ترکیش ایرلاینز                               | آتاترک |
| هواپیمایی بین‌المللی اوکراین                  | آتاترک، بوریسپیل، بن گوریون فصلی: حیدر علی‌اف، کاناس (پایان در ۱۸ اوت ۲۰۱۷)، کوتائیسی, ویلنیوس، زوارتنوتس چارتر فصلی: آنتالیا، شرم‌الشیخ |
| Windrose Airlines                            | چارتر فصلی: آنتالیا، شرم‌الشیخ، تیوات                                                                                                   |
| یان‌ایر                                       | فصلی: باتومی، تفلیس، بن گوریون |